# بخش واشینگتن (شهرستان هاردین، اوهایو)
بخش واشینگتن (به انگلیسی: Washington Township) یک منطقهٔ مسکونی در ایالات متحده آمریکا است که در شهرستان هاردین، اوهایو واقع شده‌است.
 بخش واشینگتن ۹۲٫۹ کیلومتر مربع مساحت و ۷۲۹ نفر جمعیت دارد و ۲۸۷ متر بالاتر از سطح دریا واقع شده‌است.